# Ahmed Akaïchi
Ahmed Akaïchi (Bizerta, 23 de fevereiro de 1989) é um futebolista tunisiano que atua como atacante. Atualmente joga pelo Al-Ettifaq, da Arábia Saudita.

## Carreira
Ahmed Akaïchi representou o elenco da Seleção Tunisiana de Futebol no Campeonato Africano das Nações de 2017.